# Былинкина, Алевтина Александровна
Алевтина Александровна Былинкина (Аля; 28 октября 1921, Москва — 30 июля 1951, Ключевская Сопка) — советский учёный-вулканолог и геоморфолог, изучавшая вулканы полуострова Камчатка.

## Биография
Родилась 28 октября 1921 года в Москве, в семье А. Г. Былинкина (1885—1938) — инженер, преподавал а Московском высшем зоотехническом институте, главный архитектор-строитель Микояновского мясокомбината. В 1937 году был репрессирован по доносу, умер в тюрьме НКВД.
В 1939 году поступила на Географический факультет МГУ. Из-за эвакуации факультета во время войны перевелась в Московский государственный педагогический институт им. Ленина (географический факультет), который окончила с отличием в 1942 году.
Начала работала в Сибири геоморфологом, а затем младшим научным сотрудником Научно-исследовательского института географии Московского государственного университета.
В 1948 году поступила на работу на Камчатскую вулканологическую станцию АН СССР в качестве младшего научного сотрудника.
Во время извержения вулкана Шивелуч, она неоднократно поднималась в район извержения, наблюдала в непосредственной близости его проявления, изучала продукты вулканической деятельности и совершала подъёмы на вновь образовавшийся купол Суелич. По результатам этих исследований были опубликованы её статьи «Подъем на Суелич — действующий купол вулкана Шивелуч» (Бюлл. Вулк. ст., № 19, 1953) и в соавторстве с Г. С. Горшковым «Наблюдения над извержением вулкана Шивелуч в 1948—1950 гг.» (в том же сборнике).
В это время Ключевский вулкан находился в фумарольном состоянии. Алевтина Былинкина систематически посещала побочные кратеры этого вулкана, изучала их состояние. Ею были отмечены ряд морфологических особенностей шлаковых конусов и лавовых потоков. Результаты этих наблюдений опубликованы в статьях «Состояние побочных кратеров Ключевского вулкана в мае 1949 г.» и «Поездка к кратерам группы Туйла в июле 1950 г.» (обе в Бюлл. Вулк. ст., № 19, 1953). В 1949 г. А. А. Былинкина совместно с группой сотрудников Вулканологической станции совершила восхождение на действующий вулкан Толбачик.
Помимо извержений и морфологии вулканов, Алевтина Былинкина исследовала русла сухих рек Ключевского вулкана. Результаты этой работы изложены в статье «К исследованию сухих рек Ключевского вулкана (летом 1950 г.)» (Тр. Лабор. вулк., вып. 8, 1954), показавшей, что изучение сухих рек может помочь понять историю развития вулканов.
Для изучения кратера Ключевского вулкана в июле 1951 года Алевтина Былинкина вместе с двумя другими вулканологами и тремя учениками десятого класса Ключевской средней школы совершила восхождение к его кратеру. 29 июля она вместе со школьником Николаем Огородовым успешно спустилась в кратер и впервые произвела его детальное исследование. Она собрала пробы газов и возгонов, измерила температуры фумарол. Её наблюдения дали материал для статьи «Восхождение на Ключевской вулкан 29 июля 1951 г.» (Бюллетень Вулканологической станции, № 19, 1953), а дальнейшее изучение собранных ею продуктов деятельности вулкана прольет свет на состав летучих компонентов, выделяющихся из вершинного кратера в период между извержениями.
Из-за наступления темноты исследователи были вынуждены дождаться утра. На обратном пути, 30 июля 1951 года, погибла из-за начавшегося камнепада. Её могила расположена на территории вулканологической станции.
Николай Огородов впоследствии также поступил на Географический факультет МГУ, затем исследовал вулканы Камчатки.

## Семья
Отец — Былинкин, Александр Герасимович (1885—1938) — инженер, архитектор. Мать — Александра Александровна — рано умерла, оставив детей (Аля и Ляля) сиротами.
- Сестра — Ляля.
- Двоюродная сестра — Былинкина, Маргарита Ивановна (1925—2014) — филолог, переводчик художественной литературы с испанского[3].

## Память
В честь А. А. Былинкиной назван были названы:
- Кратер Былинкиной — активный боковой кратер Ключевского вулкана (Ключевская Сопка), образовавшийся 20 ноября 1951 года[7].
- Ущелье Былинкиной — вулканогенно-эрозионное ущелье, образовавшееся на северо-восточном склоне Ключевского вулкана при извержении 1 января 1945 года, где в камнепаде погибла А. А. Былинкина.